# Preußen (Schiff, 1926)
Die Preußen war ein Passagierschiff mit dem Heimathafen Stettin. Sie bediente in den Jahren 1926 bis 1939 als so genanntes Seemotorschnellschiff im Rahmen des Seedienstes Ostpreußen, bereedert von der  Stettiner Dampfschiffs-Gesellschaft J. F. Braeunlich, die Linie Stettin–Pillau–Königsberg zwischen Pommern und Ostpreußen.

## Geschichte

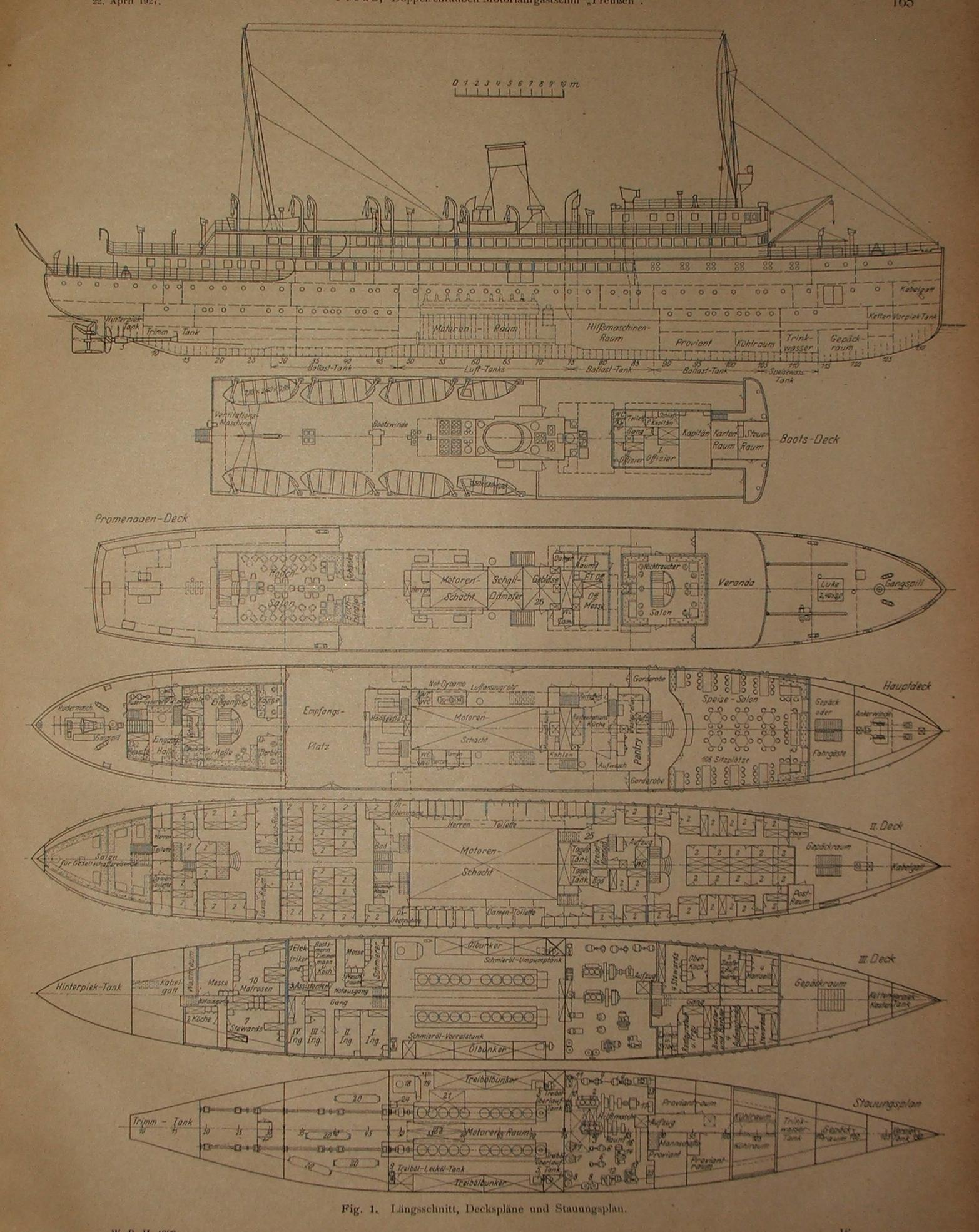
Deckplan der Preußen

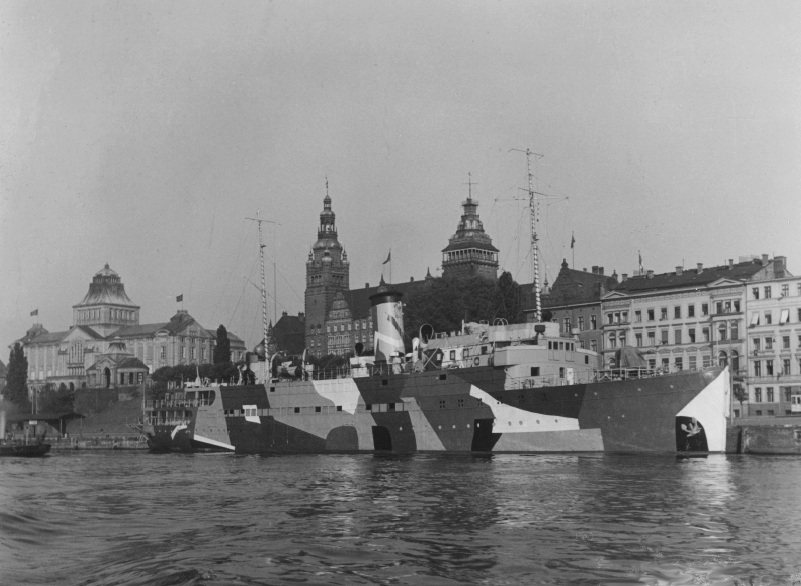
Die Preußen als Minenschiff

Das von den Stettiner Oderwerken gebaute Motorschiff lief am 17. März 1926 vom Stapel. Es galt als Schwesterschiff der am selben Tag zu Wasser gelassenen Hansestadt Danzig. Für die Nachtfahrt standen den Passagieren 120 Doppelkabinen (3. Klasse) zur Verfügung. Der Antrieb des Schiffes bestand aus zwei Viertakt-Kreuzkopf-Dieselmotoren des Herstellers MAN, die bei 270/min ohne Aufladung 3.400 PS (2.500 kW) und bei 320/min mit Aufladung 6.400 PS (4.700 kW) leisteten. Die Hansestadt Danzig und die Preußen waren die ersten Schiffe, bei denen die Aufladung durch Abgasturbolader umgesetzt wurde. 1934 wurde das Schiff um etwa 8 Meter verlängert.
Im September 1939 wurde die Preußen von der Kriegsmarine erfasst und zum Minenschiff umgerüstet. Sie nahm unter anderem am 29./30. April 1940 an einem Mineneinsatz im Skagerrak teil. Dort kollidierte sie mit dem deutschen Torpedoboot Leopard, das daraufhin in den frühen Morgenstunden des 30. April sank.
Im Juli 1941 war die Preußen mit anderen Schiffen am Legen der Minensperre „Wartburg I–III“ in der Ostsee beteiligt. Am 9. Juli 1941 geriet das Schiff östlich der Südspitze von Öland auf eine Minensperre Schwedens. Nachdem das vordere Schott durch einen Minentreffer im Hilfsmaschinenraum gebrochen war, versenkte die Besatzung ihr Schiff durch Sprengung.
In den Jahren 1952 und 1953 wurde das in 21 Meter Tiefe bei 56° 15′ 5″ N, 16° 43′ 5″ O liegende Wrack durch die schwedische Bergungsfirma Intermarin geborgen und anschließend verschrottet.